# MGM-134 Midgetman
El MGM-134A Midgetman, también conocido como Pequeño Misil Balístico Intercontinental (Small Intercontinental Ballistic Missile), fue un misil balístico intercontinental desarrollado por la Fuerza Aérea de los Estados Unidos. El sistema era móvil y podía configurarse rápidamente, lo que le permitía trasladarse a un nuevo lugar de disparo después de enterarse del lanzamiento de un misil enemigo. Para atacar el arma, el enemigo tendría que cubrir el área alrededor de su última ubicación conocida con múltiples ojivas, utilizando un gran porcentaje de su fuerza para obtener ganancias limitadas y sin garantía de que todos los misiles fueran destruidos. En tal escenario, Estados Unidos retendría suficientes fuerzas para un contraataque exitoso, manteniendo así la disuasión.